# Trzej muszkieterowie (film 1922)
Trzej muszkieterowie (ang. The Three Must-Get-There) – amerykański film kostiumowy kina niemego. Parodia powieści Trzej muszkieterowie Aleksandra Dumasa. Ostatni z amerykańskich filmów komediowych francuskiego komika Maxa Lindera.

## Obsada
- Max Linder – D’Artagnan
- Jack Richardson – Walrus
- Jobyna Ralston – Connie
- Bull Montana – książę Richelie
- Frank Cooke – król
- Caroline Rankin – królowa
- Clarence Wertz – Porpoise
- Jean de Limur – Rochefort
- Charles Metzetti – Octopus
- Fred Cavens – Bernajoux
- Harry Mann – książę Bunkumin